# Kunzeana
Kunzeana är ett släkte av insekter. Kunzeana ingår i familjen dvärgstritar.

## Dottertaxa tillKunzeana, i alfabetisk ordning[1]
- Kunzeana acaciae
- Kunzeana aurulenta
- Kunzeana benedicti
- Kunzeana caldwelli
- Kunzeana carmenae
- Kunzeana curiosa
- Kunzeana deschoni
- Kunzeana deserta
- Kunzeana ebena
- Kunzeana eburata
- Kunzeana flavella
- Kunzeana furcata
- Kunzeana galbana
- Kunzeana hebea
- Kunzeana kunzei
- Kunzeana lenta
- Kunzeana meta
- Kunzeana munda
- Kunzeana myersi
- Kunzeana parrai
- Kunzeana popae
- Kunzeana raia
- Kunzeana rosea
- Kunzeana salicis
- Kunzeana sandersi
- Kunzeana scimetara
- Kunzeana semiluna
- Kunzeana spinosa
- Kunzeana tamazella
- Kunzeana tenera
- Kunzeana tessellata
- Kunzeana texana
- Kunzeana usitata
- Kunzeana versicolora
- Kunzeana vomerella
- Kunzeana youngi